# Léonce Reypens
Léonce Reypens (Mortsel, 26 februari 1884 – Sint-Maria-Oudenhove, 30 juli 1972) was een Vlaams schrijver.

## Biografie
Na zijn humaniora bij de Jezuïeten te Turnhout werd hij lid van hun congregatie in 1902.
Hij studeerde theologie te Leuven en ook Germaanse filologie.
Onder de deknaam Theophilus gaf hij geschriften zoals de Christusuren uit. Reypens wordt soms beschouwd als de inspirator van de Pelgrimbeweging.